# David Karp

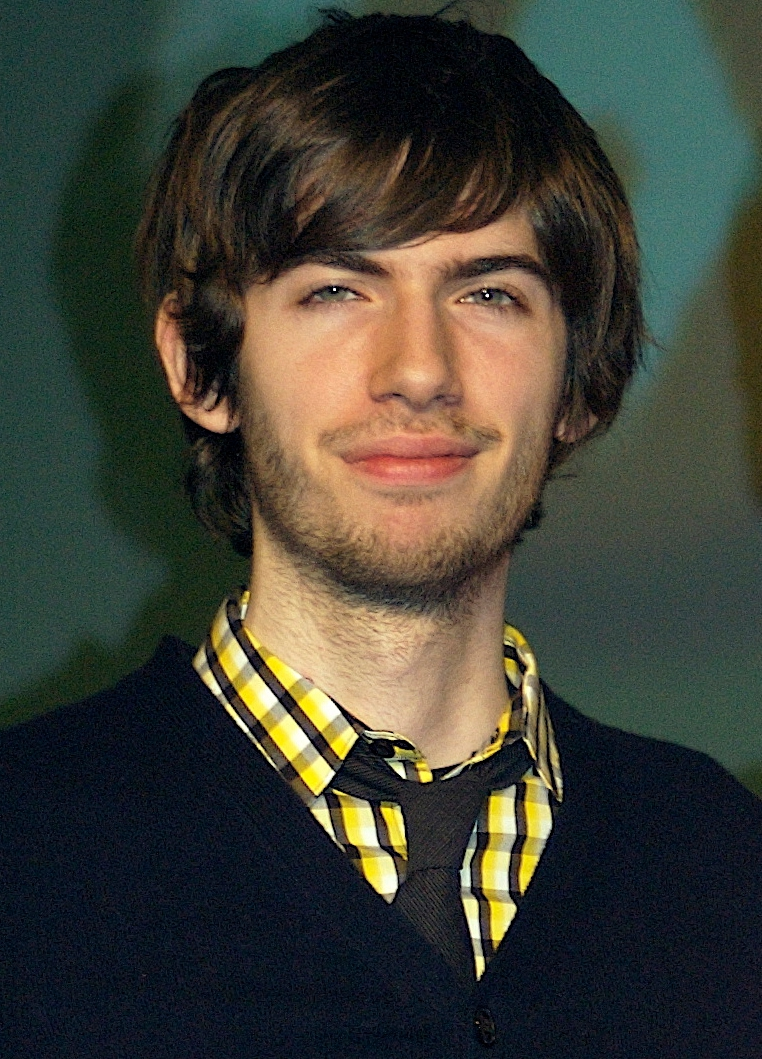
Karp w 2009

David Karp (ur. 6 lipca 1986 w Nowym Jorku) – amerykański twórca stron internetowych, przedsiębiorca, założyciel oraz CEO strony internetowej Tumblr. Według magazynu Forbes wartość netto Karpa wynosi 200 mln $, a Tumblr został wyceniony na 800 mln $. 20 maja 2013 ogłoszono, że Yahoo! i Tumblr osiągnęły porozumienie dla nabycia Tumblr przez Yahoo! za 1,1 mld $. Karp pozostał CEO firmy.

## Wczesne życie
Urodzony w Nowym Jorku, Karp dorastał na Upper West Side na Manhattanie. Jego rodzicami są Barbara Ackerman, nauczycielka z San Anselmo, Kalifornia, i Michael D. Karp, kompozytor filmowy i telewizyjny. David Karp ma młodszego brata o imieniu Kevin. Jego rodzice rozeszli się gdy miał 17 lat. Karp uczęszczał do szkoły Calhoun, gdzie uczyła jego matka. Zaczął uczyć się HTML-a, i wkrótce projektować strony internetowe dla firm. Karp chodził do The Bronx High School of Science przez rok zanim porzucił szkołę w wieku 15 lat i zaczął naukę w domu. W tym czasie Karp miał aspiracje, aby dostać się do college w Nowym Jorku albo na MIT. Ostatecznie, żadnych studiów nie ukończył.

## Kariera
Karp rozpoczął staż w wieku 14 lat dla producenta animacji Freda Seiberta, założyciela Frederator Studios. Matka Karpa uczyła dzieci Seiberta w Szkole Calhoun i zaprzyjaźniła się z jego żoną. Karp był zafascynowany pracą inżynierów komputerowych i jego wizyty stały się regularne. Po tym jak zaczął naukę w domu, Karp zaczął również brać lekcje języka japońskiego i widywał się z korepetytorem z matematyki, z którym pracował nad oprogramowaniem dla wygrywania w blackjack i poker. Gdy przedsiębiorca John Maloney szukał pomocy technicznej z UrbanBaby, forum o rodzicielstwie, pracownik Frederator polecił mu Karpa do pracy. Karp zakończył projekt który miał być skończony w kilka dni, w cztery godziny. Maloney uczynił go głową UrbanBaby i dał mu niewielką ilość kapitału własnego. W wieku 17 lat, wciąż pracując dla UrbanBaby, Karp przeniósł się samotnie do Tokio na 5 miesięcy. Dopiero po 3 miesiącach po przeprowadzce UrbanBaby odkryło, że Karp nie jest w Nowym Jorku.
Karp opuścił UrbanBaby po tym jak zostało sprzedane do CNet w 2006. Korzystając z pieniędzy ze sprzedaży swoich akcji, Karp założył własną firmę doradzającą w zakresie oprogramowania, Davidville. Marco Arment dołączył do firmy jako inżynier po odpowiedzeniu na reklamę na Craigslist. Karp był zainteresowany mikroblogami (rodzaj dziennika internetowego) przez jakiś czas i czekał aż jedna z blogowych platform przedstawi swój własny mikroblog. Jako że po roku nikt nadal tego nie zrobił, Karp i Arment zaczęli pracować nad własnym mikroblogiem podczas dwutygodniowej przerwy między kontraktami w 2006. Tumblr został uruchomiony w 2007 i w ciągu 2 tygodni serwis uzyskał 75 tysięcy użytkowników.
W październiku 2007 Karp zamknął swoją firmę doradzającą, ponieważ praca z Tumblr zabierała mu zbyt dużo czasu. Na 1 listopada 2015 Tumblr przechowywał ponad 261 mln blogów.

## Życie osobiste
Od 2009 roku partnerką Karpa była Rachel Eakley. Jednakże para rozstała się w 2014. Para mieszkała razem w Williamsburg z ich psem, Clarkiem.